# Park Zdrojowy w Jastrzębiu-Zdroju
Park Zdrojowy w Jastrzębiu-Zdroju im. dra Mikołaja Witczaka – publiczny park miejski w Jastrzębiu-Zdroju, położony w dzielnicy Zdrój, pomiędzy ulicami 1 Maja i Witczaka. Pierwotnie był to centralny punkt jastrzębskiego sanatorium, stworzony w drugiej połowie XIX w. To w nim wybudowano większość obiektów sanatoryjnych, z których wiele pozostało do dzisiaj jako zabytki. Po II wojnie światowej w Parku Zdrojowym miały miejsce prace mające na celu jego odbudowanie i uporządkowanie. Nadzór nad prowadzonymi w czynie społecznym pracami prowadziło Towarzystwo Przyjaźni Polsko-Radzieckiej. 22 lipca 1955 r. odbyła się uroczystość oddania do użytku kuracjuszy odnowionego Parku, któremu nadano imię Przyjaźni Polsko-Radzieckiej. Obecnie jest to największy park w mieście, jeden z największych parków w województwie śląskim o powierzchni 18 ha.
Na przestrzeni lat do parku sprowadzono wiele gatunków roślin, m.in.: żywotnika zachodniego (Ameryka Północna), cyprysika groszkowego (Japonia), cyprysika Lawsona (Ameryka Północna), daglezji zielonej (Ameryka Północna), sosny wejmutki (Ameryka Północna), sumaka octowca (Ameryka Północna) czy niezwykle rzadkiego kasztana jadalnego (południe Europy), miłorzębu dwuklapowego (Chiny) i żółtnicy pomarańczowej (Ameryka Północna). Występują tu także gatunki popularne w Europie takie jak: Brzoza brodawkowata czy Grab pospolity.

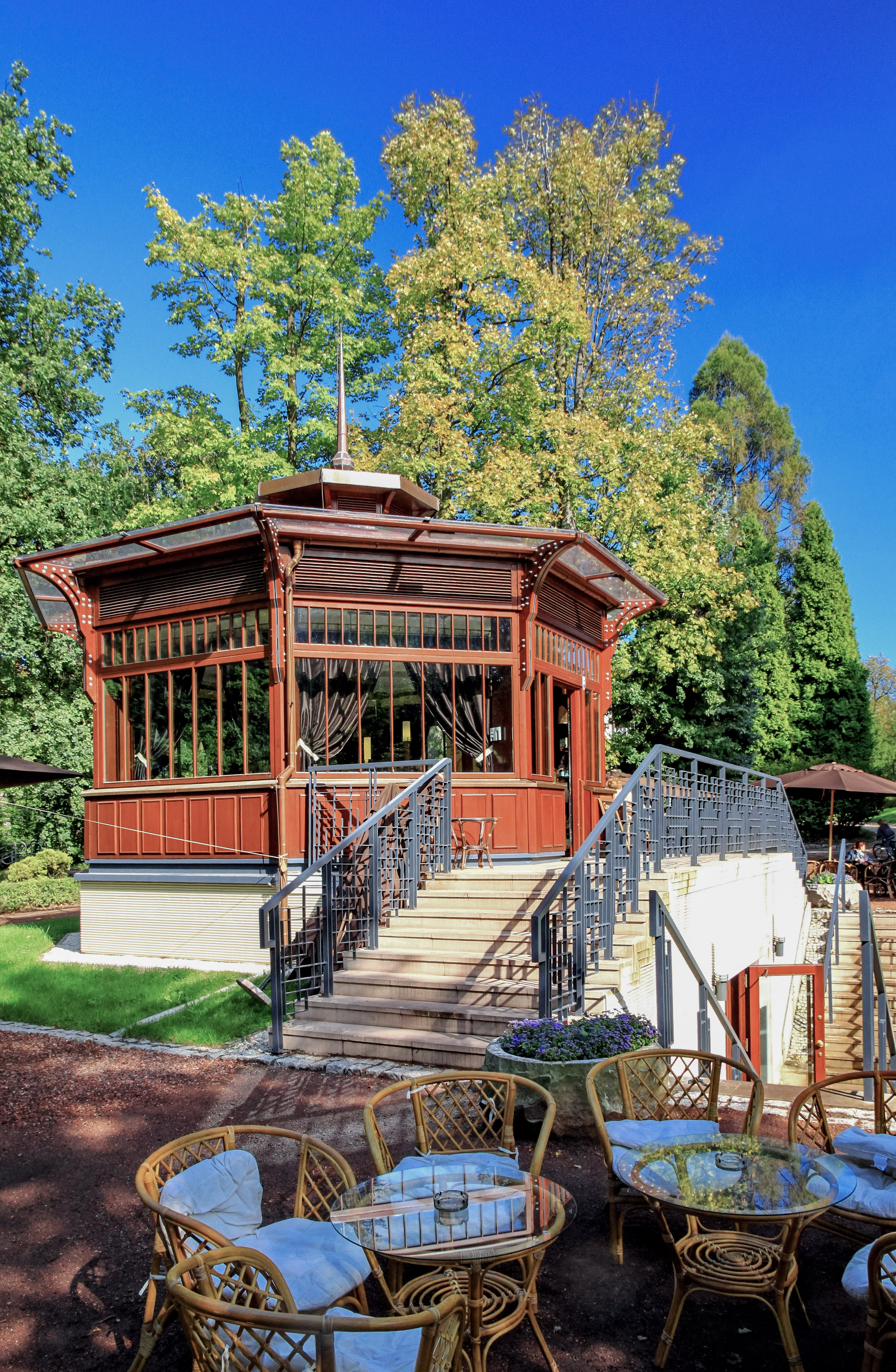
Letnia kawiarenka
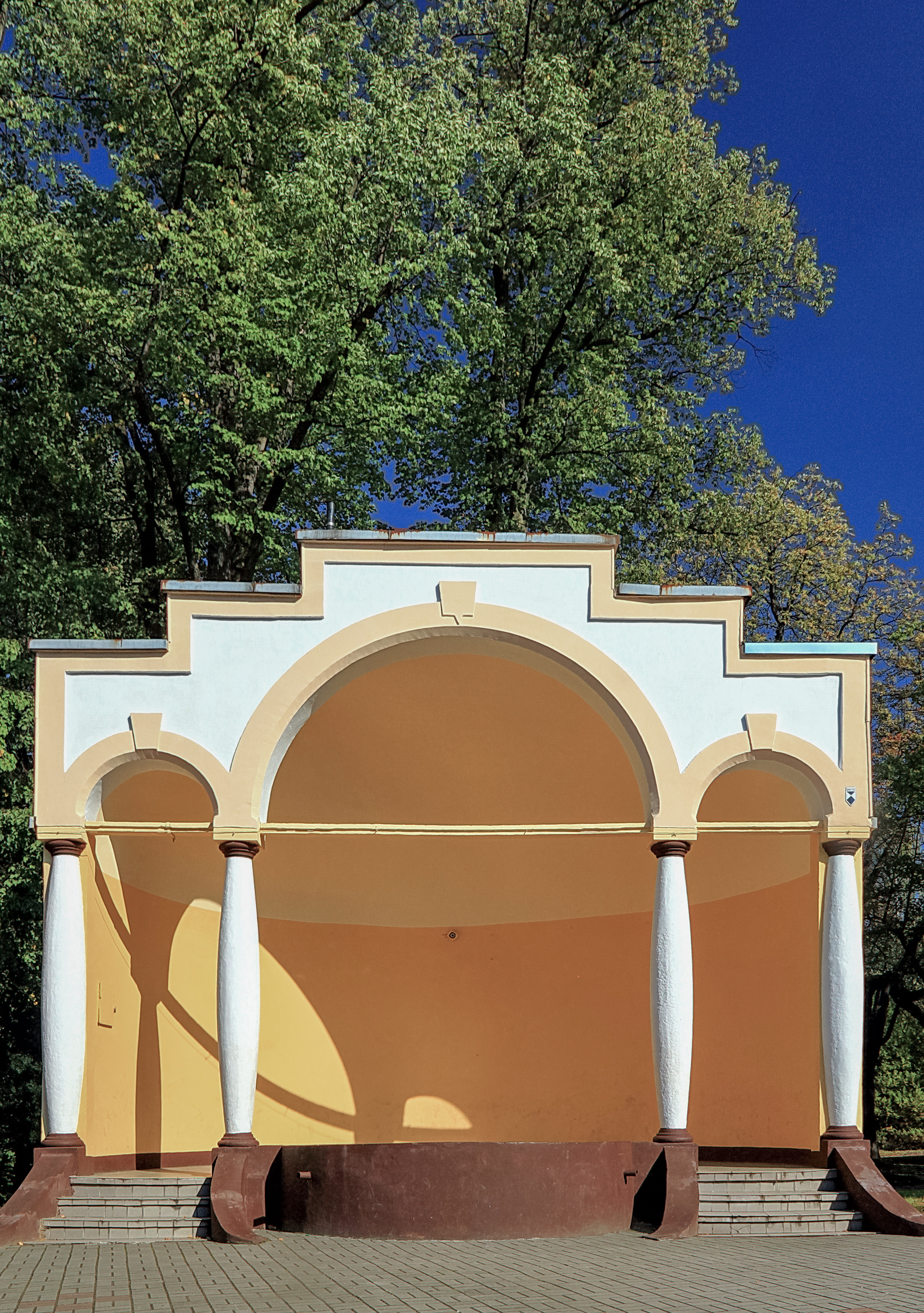
Muszla koncertowa z 1928 r.
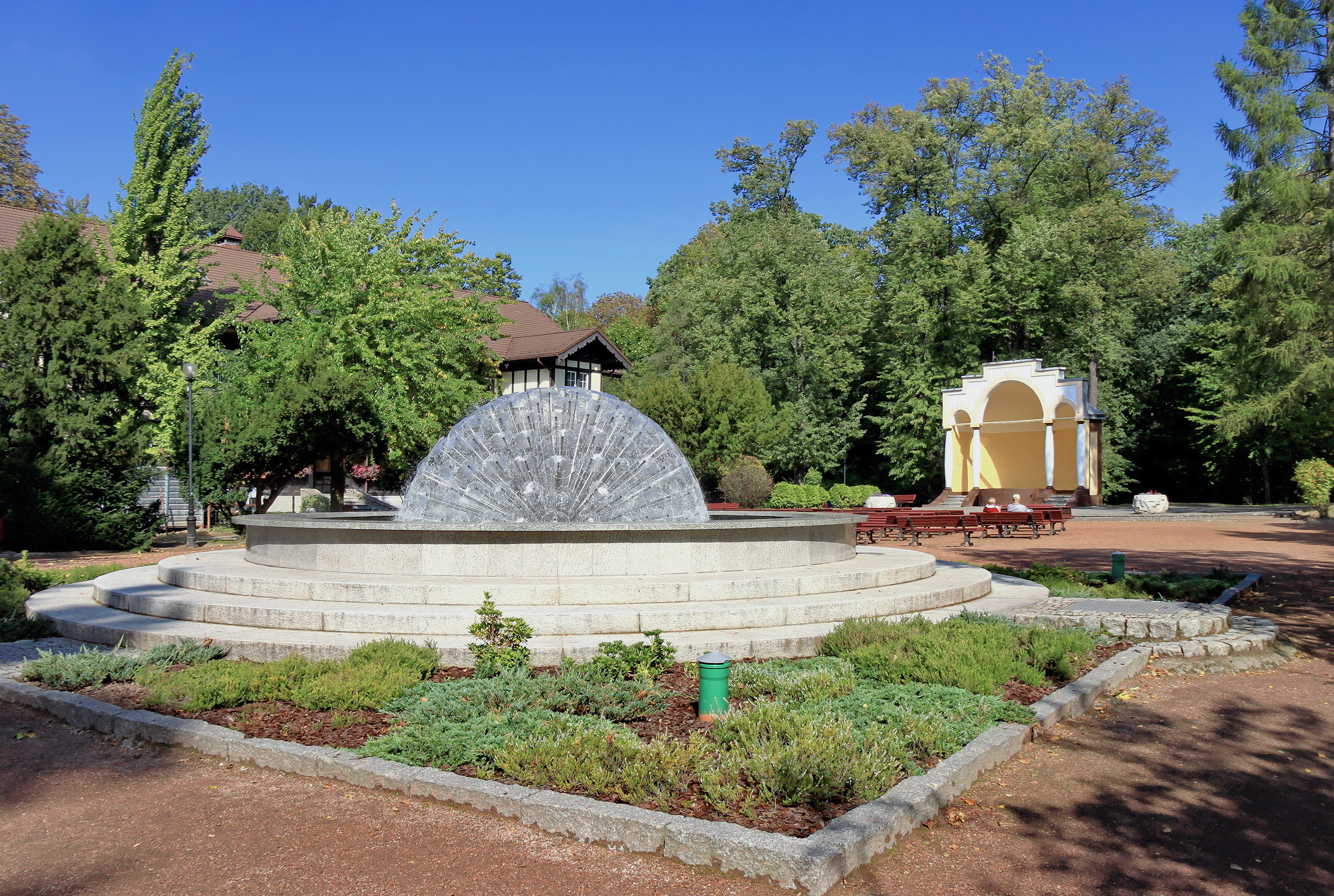
Park Zdrojowy wraz z nową fontanną
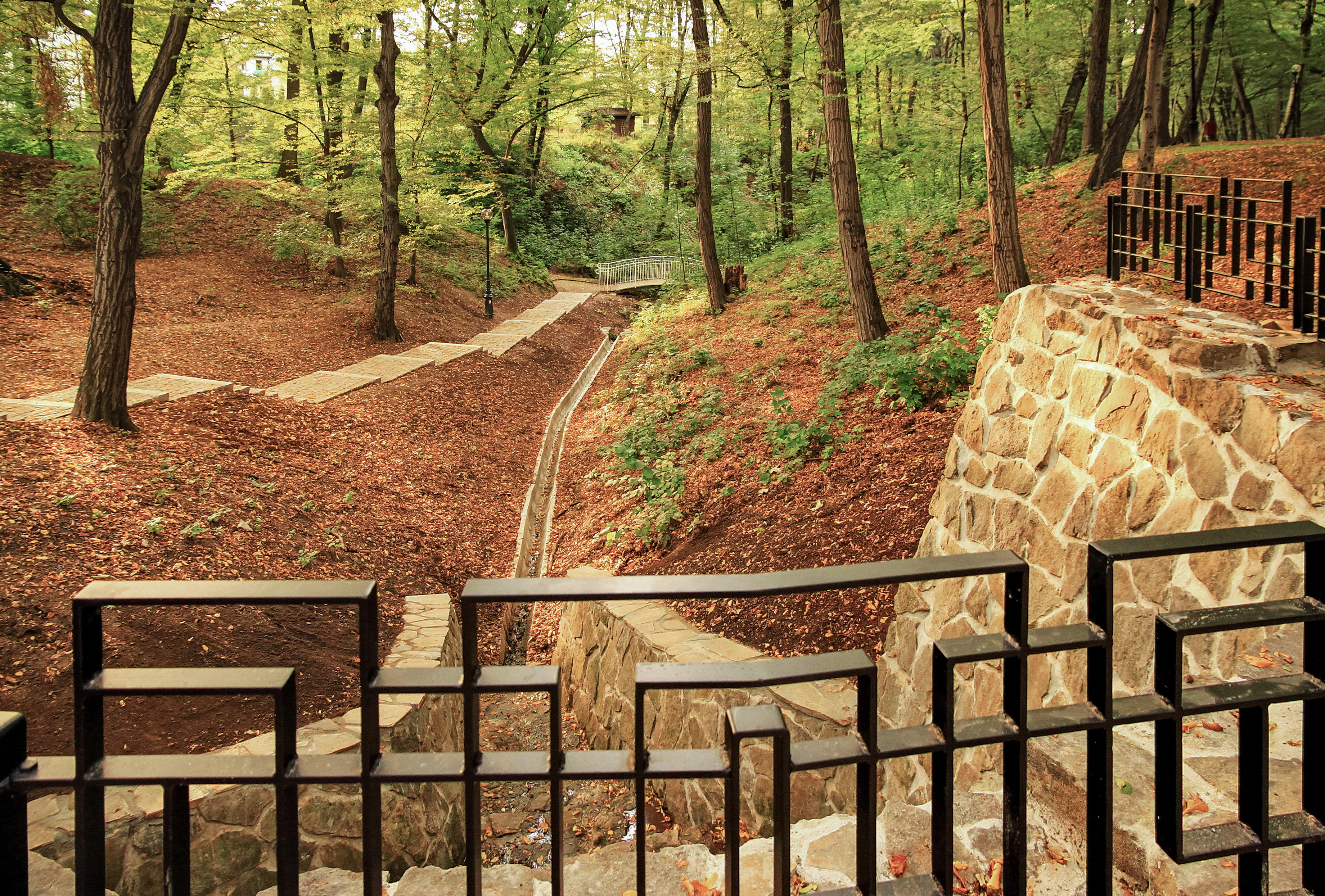
Ścieżki spacerowe